# Skruda (Halinów)
Skruda  – historyczna, niestandaryzowana część miasta Halinowa, w województwie mazowieckim, w powiecie mińskim.
Stanowi środkowo-wschodnią część miasta w rejonie ulic 3 Maja i Powstania Styczniowego. Nazwa nie figuruje w systemie TERYT.

## Historia
Skruda to dawny folwark i majątek zlokalizowany wokół dworu majątku Skruda w Halinowie (obecnie znajduje się tu siedziba Gminnego Centrum Kultury).
W 1913 roku cały majątek Długa Kościelna z folwarkiem Skruda kupił Stefan Rzewuski. Równocześnie zmieniono nazwę stacji Halinów na Skruda, prawdopodobnie w trybie przygotowania do parcelacji części majątku Skruda, oraz budowy „Miasta Ogrodu Skruda”. Doszło do tego 1933 roku, kiedy to z majątku Skruda wydzielono Miasto Ogród Skruda (47 ha). Był to trzeci w kolejności projekt osiedli letniskowych w rejonie Halinowa na wzór koncepcji miasto ogród wykorzystanej w Konstancinie, Otwocku i Podkowie Leśnej. Wcielono go do Halinowa w 1935 roku. W 1946 roku, wszystkie osiedla halinowskiego skupienia oraz dwór Skruda i folwark Skruda z przyległościami, zostały włączone do Halinowa; Halinów był największy obszarowo i najbardziej rozwinięty urbanistycznie, przez co jego dominacja przesądziła o przyłączeniu mniejszych osiedli w jego granice administracyjne.
W świadomości mieszkańców istnieje już tylko Halinów. Tylko nieliczni pamiętają nazwę Skruda (stacja Skruda, Dwór Skruda, Miasto Ogród Skruda).